# Georges Winckler
Pour les articles homonymes, voir Winckler.
Georges Winckler, né le 28 juin 1894 à Lyon (Rhône) et mort le 26 décembre 1936 à La Ciotat (Bouches-du-Rhône), était un aviateur français. Pilote de guerre durant la Première Guerre mondiale, il fut dans l’Entre-deux-guerres un pionnier des lignes aériennes intercontinentales, entre la France et l’Extrême-Orient.